# Torneo Clausura de la Primera B de Chile 2014
El Campeonato Nacional de Clausura de Primera B de la Asociación Nacional de Fútbol Profesional 2013-14 fue la décima edición del torneo oficial de fútbol profesional de los Torneos de Apertura y Clausura de la Primera B, los cuales fueron disputados en la temporada 2013-14. El torneo fue organizado por la ANFP y se disputó en el primer semestre de 2014.
El campeón del torneo fue Coquimbo Unido, que clasificó junto a San Luis de Quillota (campeón del Torneo de Apertura), Santiago Morning y Barnechea (segundo y tercero de la Tabla anual, respectivamente) para disputar la postemporada por el segundo ascenso a la Primera División. Al igual que en el Torneo de Apertura, el título de campeón se sumó al palmarés de la división, obteniendo así su tercer título de Primera B.
El torneo también determinó el descenso de Naval de Talcahuano tras irregularidades en la información de pago de Cotizaciones Previsionales entre agosto de 2013 y febrero de 2014, según lo informado por la ANFP en su sitio oficial.
Posterior a este torneo, la ANFP decide nuevamente cambiar el sistema de campeonato. Se decide prescindir de los campeonatos de Apertura y Clausura, optando por una única Tabla anual que define un único ascenso, siendo aplicada en la temporada 2014-15, con el propósito de contar con 16 equipos para la temporada 2015-16 tanto en Primera División como en Primera B, tal como se había planteado en 2013.

## Aspectos generales

### Modalidad
Para el torneo de Primera B 2013-14, el sistema de campeonato será igual al de los años 2008, 2009, 2011 y 2012. Cada torneo tendrá 20 fechas, sumando un total de 40 fechas en el año.
- Torneo Clausura Primera B 2014: Se jugará a partir del mes de enero y finalizará en mayo de 2014. Al igual que el Torneo de Apertura, se dividirá en dos fases, una zonal y otra nacional. Contemplará una primera fase (zonal), en que los 14 equipos se dividirán en dos zonas (norte y sur), enfrentándose todos contra todos en una rueda de 7 fechas; además de una segunda fase (nacional), que reunirá a los 14 equipos, también jugando todos contra todos en una única rueda de 13 fechas. El equipo que termine en el primer lugar de la tabla de posiciones será coronado campeón del Torneo de Clausura.

## Equipos participantes torneo 2013-14
| Equipo                                        | Entrenador        | Ciudad                  | Estadio                                 | Capacidad | Marca       | Patrocinador |
| --------------------------------------------- | ----------------- | ----------------------- | --------------------------------------- | --------- | ----------- | ------------ |
| Barnechea                                     | Hugo Vilches      | Santiago (Lo Barnechea) | Municipal de La Pintana                 | 6.000     | Mitre       | Red MTS      |
| Coquimbo Unido                                | Carlos Rojas      | Coquimbo                | Bicentenario Francisco Sánchez Rumoroso | 18.750    | Uhlsport    | TPC          |
| Curicó Unido                                  | Sergio Vargas     | Curicó                  | Bicentenario La Granja                  | 8.000     | Lotto       | Multihogar   |
| Deportes Concepción                           | Patricio Almendra | Concepción              | El Morro Ramón Unzaga                   | 2.500     | Uhlsport    | PF           |
| Deportes Copiapó                              | Rubén Sánchez     | Copiapó                 | Bicentenario Luis Valenzuela Hermosilla | 8.000     | COGG Design | Barrick Gold |
| Deportes La Serena                            | Luis Pérez        | La Serena               | Bicentenario Francisco Sánchez Rumoroso | 18.750    | Romma       | PF           |
| Deportes Temuco                               | Fernando Vergara  | Temuco                  | Bicentenario Germán Becker              | 18.500    | Warrior     | Rosen        |
| Lota Schwager                                 | Germán Corengia   | Coronel                 | Federico Schwager                       | 5.731     | Training    | IST          |
| Magallanes                                    | Osvaldo Hurtado   | Santiago (Maipú)        | Santiago Bueras                         | 4.000     | Dalponte    | Besalco      |
| Naval de Talcahuano                           | Erwin Durán       | Talcahuano              | El Morro Ramón Unzaga                   | 2.500     | Erreà       | VTR          |
| San Luis de Quillota                          | Nelson Cossio     | Quillota                | Bicentenario Lucio Fariña               | 7.680     | Jako        | PF           |
| San Marcos de Arica                           | Luis Marcoleta    | Arica                   | Bicentenario Carlos Dittborn            | 9.200     | Dalponte    | TPA          |
| Santiago Morning                              | Hernán Godoy      | Santiago (La Pintana)   | Municipal de La Pintana                 | 6.000     | Training    | Finasur      |
| Unión San Felipe                              | Sebastián Rambert | San Felipe              | Municipal de San Felipe                 | 10.000    | Dalponte    | PF           |
| Datos actualizados el 22 de diciembre de 2013 |                   |                         |                                         |           |             |              |

## Equipos porregión
| Región             | Equipos                                       |
| ------------------ | --------------------------------------------- |
| Metropolitana      | - Barnechea - Magallanes - Santiago Morning   |
| Biobío             | - Deportes Concepción - Lota Schwager - Naval |
| Coquimbo           | - Coquimbo Unido - Deportes La Serena         |
| Valparaíso         | - San Luis - Unión San Felipe                 |
| Arica y Parinacota | - San Marcos de Arica                         |
| Atacama            | - Deportes Copiapó                            |
| Maule              | - Curicó Unido                                |
| Araucanía          | - Deportes Temuco                             |

| San Marcos de Arica Deportes Copiapó Deportes La Serena Coquimbo Unido San Luis Unión San Felipe Curicó Unido Naval Deportes Concepción Lota Schwager Deportes Temuco |

| Barnechea Magallanes Santiago Morning |

| San Marcos de Arica Deportes Copiapó Deportes La Serena Coquimbo Unido San Luis Unión San Felipe Curicó Unido Naval Deportes Concepción Lota Schwager Deportes Temuco |

| Barnechea Magallanes Santiago Morning |

## Tabla de Posiciones
Fecha de actualización: 11 de mayo de 2014
|  |     | Clubes              | Pts | PJ | G  | E | P  | GF | GC | Dif | Rend. |
|  | --- | ------------------- | --- | -- | -- | - | -- | -- | -- | --- | ----- |
|  | 1º  | Coquimbo Unido      | 39  | 19 | 12 | 3 | 4  | 29 | 19 | +10 | 68,4% |
|  | 2º  | San Marcos de Arica | 34  | 19 | 9  | 7 | 3  | 26 | 14 | +12 | 59,6% |
|  | 3°  | Curicó Unido        | 27  | 19 | 7  | 6 | 6  | 19 | 17 | +2  | 47,3% |
|  | 4º  | Lota Schwager       | 27  | 19 | 7  | 6 | 6  | 17 | 15 | +2  | 47,3% |
|  | 5º  | Deportes Copiapó    | 27  | 19 | 7  | 6 | 6  | 20 | 24 | -4  | 47,3% |
|  | 6º  | Barnechea           | 26  | 19 | 6  | 6 | 5  | 25 | 17 | +8  | 45,6% |
|  | 7º  | Deportes La Serena  | 26  | 19 | 7  | 5 | 7  | 24 | 26 | -2  | 45,6% |
|  | 8º  | Santiago Morning    | 26  | 19 | 7  | 5 | 7  | 18 | 20 | -2  | 45,6% |
|  | 9º  | Deportes Concepción | 25  | 19 | 6  | 7 | 6  | 23 | 20 | +3  | 43,8% |
|  | 10º | Deportes Temuco     | 25  | 19 | 6  | 7 | 6  | 23 | 25 | -2  | 43,8% |
|  | 11º | Magallanes          | 21  | 19 | 5  | 6 | 8  | 29 | 31 | -2  | 36,8% |
|  | 12º | Unión San Felipe    | 19  | 19 | 4  | 7 | 8  | 24 | 24 | 0   | 33,3% |
|  | 13º | San Luis            | 18  | 19 | 4  | 6 | 9  | 26 | 34 | -8  | 31,5% |
|  | 14º | Naval               | 18  | 19 | 5  | 3 | 11 | 15 | 32 | -17 | 31,5% |

Pts = Puntos; PJ = Partidos Jugados; G = Partidos Ganados; E = Partidos Empatados; P = Partidos Perdidos; GF = Goles Anotados; GC = Goles Recibidos; Dif = Diferencia de gol; (*) = Partido Pendiente 